# Isachne saxicola
Isachne saxicola là một loài thực vật có hoa trong họ Hòa thảo. Loài này được (Ridl.) Ridl. mô tả khoa học đầu tiên năm 1925.